# Jizbice
Jizbice (en allemand : Jisbitz) est une commune du district de Nymburk, dans la région de Bohême-Centrale, en République tchèque. Sa population s'élevait à 383 habitants en 2020.

## Géographie
Jizbice se trouve à 8,5 km au nord-est de Nymburk et à 45 km au nord-est de Prague.
La commune est limitée par Vlkava au nord, par Loučeň et Krchleby à l'est, par Straky au sud, et par Všejany à l'ouest.

## Histoire
La première mention écrite de la localité date de 1223.

## Administration
La commune se compose de deux quartiers :
- Jizbice
- Zavadilka

## Transports
Jizbice se trouve à 10 km de Nymburk et à 55 km de Prague.